# Jigdral Yeshe Dorje

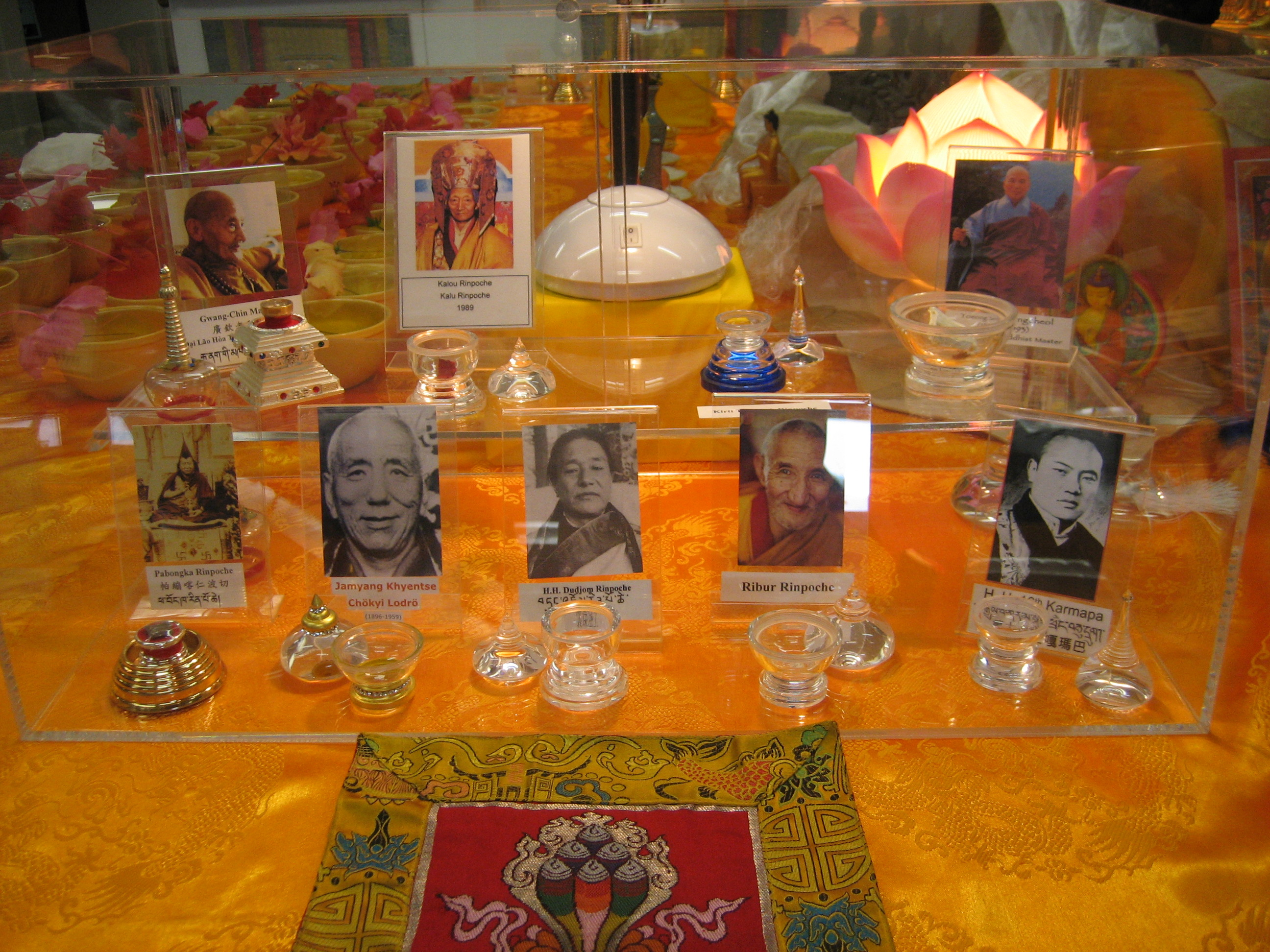
Photo de Jigdral Yeshe Dorje, au milieu en bas

Kyabje Dudjom Rinpoché, Jigdral Yeshe Dorje ou Dudjom Rinpoché (tibétain : བདུད་འཇོམས་; Wylie : Bdud-'joms) est le titre d'une ligne éminente de tulkus de l'école Nyingmapa du bouddhisme tibétain. C'était un yogi, un maître du Dzogchen, un Tertön réputé, considéré comme la réincarnation de Padmasambhava et de Dudjom Lingpa, le premier tulku dans la ligne. Un Maître des maîtres, le 2e Dudjom Rinpoché devient le premier chef spirituel de la lignée Nyingmapa pendant l'exil tibétain.  
Il est né à Pemako au Tibet le 10 juin 1904, et mort le 17 janvier 1987 en France. Considéré comme un érudit, il a préparé des volumes d'enseignements à partir des trésors découverts et des enseignements complémentaires, et a compilé un compte rendu détaillé de l'histoire de la lignée Nyingmapa et du Bouddhisme tibétain. Deux garçons ont été reconnus comme le 3e Dudjom Rinpoché.

## Le3eDudjom Rinpoché
Un des yangsi reconnu comme l'incarnation de Dudjom Rinpoché est Dudjom Sangye Pema Shepa Rinpoché (1990-2022). Il est le petit-fils du 2e Dudjom Rinpoché. Né à Jyekundo au Tibet en 1990, il a été reconnu par le tertön Khandro Tare Lhamo. Chatral Rinpoché et Thinley Norbu Rinpoché, le fils aîné du 2e Dudjom Rinpoché, ont confirmé la reconnaissance. 
Dudjom Sangye Pema Shepa Rinpoché a été officiellement intronisé au Tibet par Kyabje Khenpo Jigme Phuntsok, lors d'une cérémonie au monastère de Dzongsar en présence de Dzongsar Khyentsé Rinpoché. Une seconde intronisation a eu lieu le jour de Lhabab-Düchen en 1994 au Népal à Godavari, par Chatral Rinpoché,
La liste des autres grands lamas endossant la reconnaissance de Dudjom Sangye Pema Shepa Rinpoché inclut Mindroling Trichen Rinpoché, Penor Rinpoché, Sakya Trizin Rinpoché, Shechen Rabjam Rinpoché, Kathok Situ Rinpoché, Dodrupchen Rinpoché, et Dzarong Trulzhik Rinpoché. Dudjom Sangye Pema Shepa Rinpoché étudie sous la direction de Chatral Rinpoché et Khenpo Jigme Phuntsok. Il est mort au Tibet le 15 février 2022 à l'âge de 32 ans. 
Un autre Yangsi, Tenzin Yeshe Dorje, a lui aussi été reconnu comme l'incarnation de Dudjom Rinpoché par la Sangyum de Dudjom Rinpoche et par le 14e Dalaï Lama. 
En juillet 2007, il a rencontré le 17e Karmapa, Orgyen Trinley Dorje.

## Œuvres
- Dudjom Rinpoché. Lotsawa House, série de traductions des Maîtres tibétain (huit conseils et enseignements en français).
- Dudjom Rinpoche. Lotsawa House, Tibetan Masters translation series (quarante et un conseils et enseignements en anglais).
- Dudjom Rinpoché. The Nyingma School of Tibetan Buddhism: Its Fundamentals and History, Traduire par Gyurme Dorje avec Matthew Kapstein. Wisdom Publications, 2002,  (ISBN 0-86171-199-8), ebook  (ISBN 0-86171-734-1).
- Dudjom Rinpoché. Petites instructions essentielles, Padmakara Éditions, 2002.
- Dudjom Rinpoché. Counsels from My Heart, Traduire par Padmakara Translation Group. Shambhala Publications, 2003,  (ISBN 1-57062-922-6).
- Dudjom Rinpoché. Wisdom Nectar: Dudjom Rinpoche's Heart Advice, Traduire par Ron Gary. (Tsadra Foundation), Snow Lion Publications, 2005,  (ISBN 1-55939-224-X)
- Dudjom Rinpoché. Une lampe sur le chemin de la libération, Padmakara Éditions, 2011.
- Dudjom Rinpoché. A Torch Lighting the Way to Freedom: Complete Instructions on the Preliminary Practices, Traduire par Padmakara Translation Group. Shambhala Publications, 2016,  (ISBN 978-1-61180-403-4).
- Dudjom Rinpoché. Mountain Dharma, Traduire et commentaire par Keith Dowman. CreateSpace Independent Publishing Platform, 2017.
- Dudjom Rinpoche. Dzogchen Alchemy of Accomplishment. Tony Duff, avec Padma Karpo Translation Committee, 2020.